# Бетелл, Табретт
Та́бретт Бете́лл (англ. Tabrett Bethell; род. 13 мая 1981 года) — австралийская модель и актриса. Стала известна благодаря роли Морд-Сит Кары в телесериале «Легенда об Искателе».

## Карьера
До начала актёрской карьеры была чирлидером команды «Кронулла-Сазерлендские акулы» выступавшей в Национальной Лиге Регби (NRL). Чирлидерская команда, в которой была Табретт, считалась одной из лучших: девушки выступали каждый год, а сама Табретт попала в полуфинал австралийского «Девушки-чирлидера года» в 2001 году. C 16 лет начала работать моделью. До 2011 года была моделью в Чедвике, главном модельном агентстве Австралии, также числилась в списке моделей RoK Events. Была топ-моделью нижнего белья в Австралии и работала с такими компаниями, как EziBuy (онлайн-магазин одежды для женщин), Maggie Sottero (одна из ведущих компаний по производству свадебных платьев), RaboPlus (банк, известный теперь как RaboDirect). В феврале 2007 года Табретт стала моделью для Нила Григга, известного шляпника из Австралии.
В декабре 2007 года окончила Screenwise — Австралийскую актёрскую школу кино и телевидения. Почти сразу же приступила к съёмкам в Strangers Lovers Killers, низкобюджетном австралийском триллере. Затем снялась в фильме Кэмпбелла Грэма Anyone You Want. В июле 2010 года этот фильм был показан на Фестивале фильмов Манхэттена (Manhattan Film Festival).
В 2009 году начала сниматься в телевизионном сериале «Легенда об Искателе», основанном на серии книг «Меч Истины» американского писателя Терри Гудкайнда. В этом сериале Табретт играет роль Кары Мэйсон — женщины-воина Морд-Сит. Первое появление Табретт произошло в последней серии первого сезона, где Табретт была приглашённой для роли звездой, после чего вошла в основной актёрский состав второго сезона.
В 2010 году Табретт сыграла главную роль в австралийском триллере «Клиника» режиссёра Джеймса Рэббиттса. Фильм был выпущен на DVD. Вскоре она появилась в одном эпизоде австралийского сериала Cops L.A.C. в роли Ив Луизос. В марте 2011 года Табретт снялась в пилотном эпизоде сериала «По». В мае 2011 года было объявлено, что ABC отказывается от производства сериала. В 2012 году Табретт приступила к съемкам в кинофильме «Байкеры 3» в Болливуде. Премьера фильма состоялась 20 декабря 2013 года.
В 2014 году Табретт приняла участие в съемках короткометражного фильма «Орен», продюсером и сценаристом которого выступила австралийская актриса и модель Тахина Тоцци-МакМанус. «Орен» был снят на средства, собранные благодаря кампании на Kickstarter, и в дальнейшем был показан на многочисленным фестивалях. Фильм неоднократно был номинирован на награды за лучший сценарий и как лучший короткометражный фильм, также была отмечена игра Табретт. В том же году Табретт приняла участие в сериале производства канала ABC «Любовницы». Она появилась во втором сезоне в эпизоде What do you really want в качестве приглашенной звезды и сыграла Кейт Дэвис, сестру одного из главных героев. В 2016 году было объявлено, что в 4 сезоне сериала Табретт вернется на постоянной основе.

## Личная информация
Имя «Табретт» Бетелл получила в честь улицы Сиднея — Табретт-стрит. Родители не могли определиться с именем (мать настаивала на «Шивон», отец — на «Мари»). Проезжая по улице, отец увидел табличку с её названием и предложил его матери в качестве имени.

## Фильмография
| Год       |     | Русское название                      | Оригинальное название                        | Роль                           |
| --------- | --- | ------------------------------------- | -------------------------------------------- | ------------------------------ |
| 2001      | с   |                                       | Life Support                                 |                                |
| 2007      | ф   | Мистер Райт                           | Mr. Right                                    | руководитель                   |
| 2007      | кор | Ласточка                              | The Swallow                                  | Вероника Ле’Морель, попрошайка |
| 2007      | ф   | Незнакомцы, любовники, убийцы         | Strangers Lovers Killers                     | Крис                           |
| 2008      | ф   | Любой, кого вы хотите                 | Anyone You Want                              | Эми                            |
| 2009—2010 | с   | Легенда об Искателе                   | Legend of the Seeker                         | Морд-Сит Кара                  |
| 2009      | ф   | Клиника                               | The clinic                                   | Бет                            |
| 2010      | тф  | Легенда об Искателе: Создание легенды | Legend of the seeker: The making of a legend | камео                          |
| 2010      | с   | Полицейские: Локальная команда        | Cops LAC                                     | Ева Луизос                     |
| 2011      | с   | По                                    | Poe                                          | Сара Эльмира Ройстер           |
| 2012      | кор | Святилище                             | Sanctuary                                    | Лия                            |
| 2013      | ф   | Байкеры 3                             | Dhoom 3: Back in Action                      | Виктория, полицейская          |
| 2014      | кор |                                       | Oren                                         | Эмили                          |
| 2015      | кор |                                       | Fox Hunter                                   | Mrs. Fox                       |
| 2014—2016 | с   | Любовницы                             | Mistresses                                   | Кейт Дэвис                     |

## Театр
| Год  | Название                              | Роль    | Примечания           |
| ---- | ------------------------------------- | ------- | -------------------- |
| 2008 | Somewhere between the Sky and the Sea | Стефани | Short + Sweet Sydney |
| 2012 | Savage in Limbo                       | Линда   | -                    |

## Награды
| Год  | Награда                                         | Номинация                       | Фильм                 | Результат |
| ---- | ----------------------------------------------- | ------------------------------- | --------------------- | --------- |
| 2010 | Manhattan Film Festival                         | Лучшая актриса                  | Anyone you want       | Победа    |
| 2012 | Chainsaw Award                                  | Лучшая актриса                  | Клиника (фильм, 2010) | Номинация |
| 2015 | 16th annual Melbourne Underground Film Festival | Лучшая актриса в коротком метре | Oren                  | Победа    |
| 2015 | Hollywood Short Film Festival                   | Лучшая актриса                  | Oren                  | Победа    |